# ستون خاکستری خلفی
ستون خاکستری خلفی (به انگلیسی: Posterior Grey Column) (که به آن شیپور خلفی، شاخ پشتی، شاخ پشتی طناب نخاعی یا شاخ خلفی نیز می گویند)، یکی از سه ستون خاکستری طناب نخاعیست. این ستون، انواع مختلفی از اطلاعات حسی را از بدن، شامل پیام های بساوایی ظریف، حس عمقی و نوسان را دریافت می کند. این اطلاعات از گیرندگان پوستی، استخوانی، و مفاصل، از طریق نورون‌های حسی که اجسام سلولیشان در عقده‌های ریشه پشتی قرار دارد، به ستون خلفی ارسال می گردد.

## تصاویر بیشتر

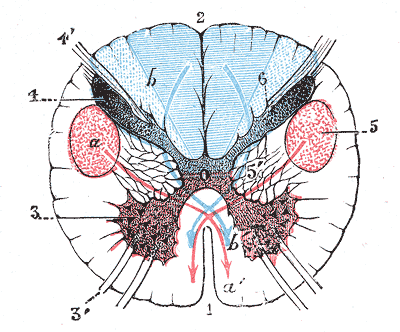
مقطع بصل النخاع در بخش تحتانی تقاطع هرم‌ها